# Świeca benzynowa

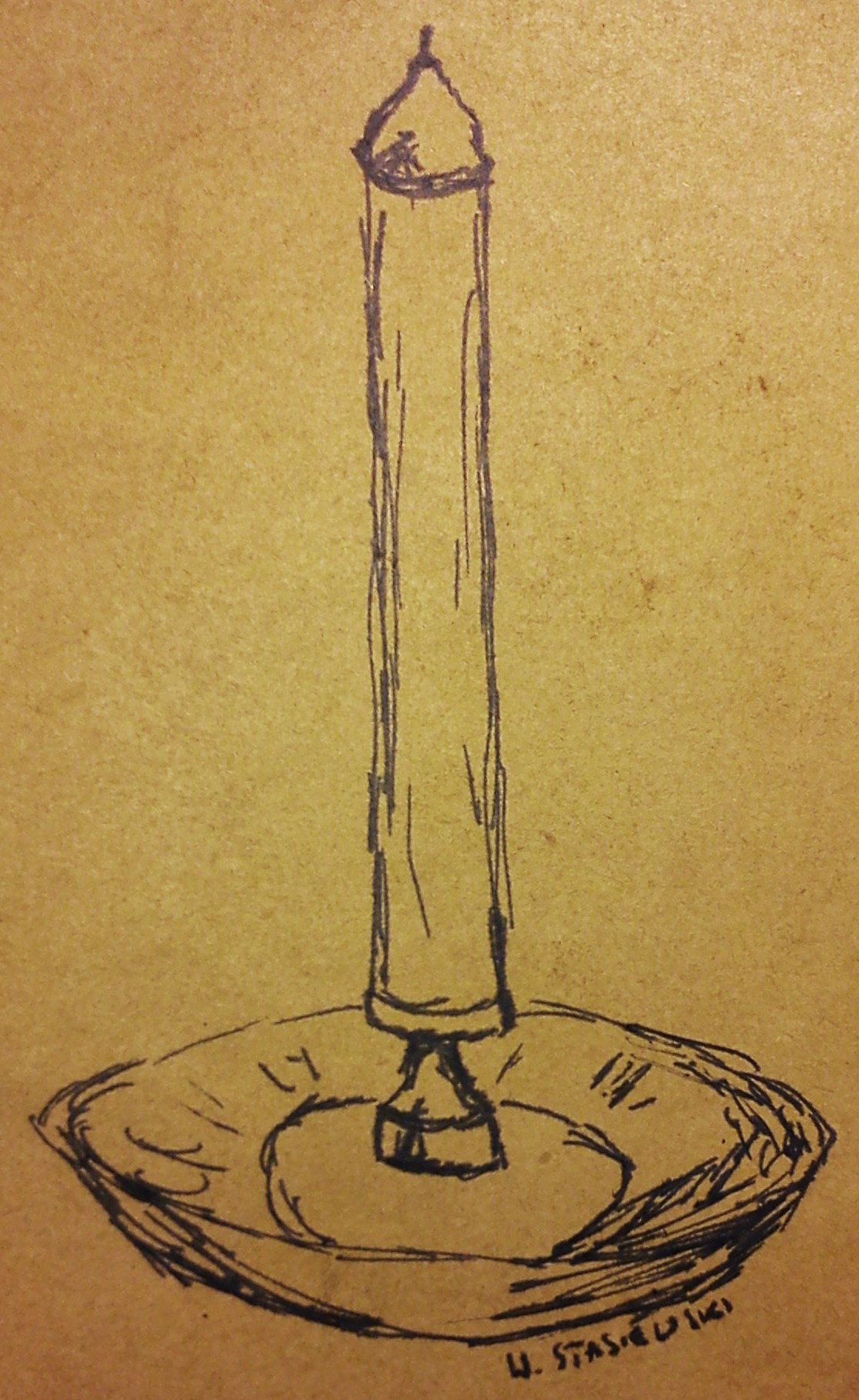
Świeca benzynowa

Świeca benzynowa – rodzaj lampy benzynowej, przeznaczonej do użytku domowego lub gospodarczego, używanej w końcu XIX i początku XX wieku.
Lampa z zewnątrz przypominała kształtem świecę, co dało asumpt nazwie. Była to pionowa, metalowa rurka zwężająca się u góry i osadzona na małej podstawce. Wewnątrz rurki znajdowała się wata nasączona benzyną. Od góry wyprowadzano knot, który palił się jasnym, białym płomieniem. Wszystkie lampy benzynowe, w tym świece, były bardzo niebezpieczne dla użytkowników z uwagi na własności wybuchowe benzyny.